# Bataille de Dompaire
Seconde guerre mondiale
Batailles
2e campagne de France
- Corse
- Limousin
- Ain et Haut-Jura
- Les Glières
- Ascq
- Division Brehmer
- Mont Mouchet
- Opérations SAS en Bretagne
- Bataille de Normandie
- Guéret
- Brigade Jesser
- Cornil
- 1er Tulle
- 2e Tulle
- Argenton-sur-Creuse
- Oradour-sur-Glane
- 1er Ussel
- Saint-Marcel
- Saffré
- Mont Gargan
- Vercors
- Penguerec
- Lioran
- Égletons
- 2e Ussel
- Débarquement de Provence
- Port-Cros
- La Ciotat
- Toulon
- Martigues
- Marseille
- Nice
- Rennes
- Saint-Malo
- Brest
- Paris
- Mont-de-Marsan
- Montélimar
- Maillé
- Écueillé
- La Saulx
- Meximieux
- Nancy
- Colonne Elster
- Dunkerque
- Arracourt
- Saint-Nazaire
- Lorient
- Metz
- Royan et de la pointe de Grave
- Campagne de Lorraine
- Colmar

Front d'Europe de l'Ouest
Front d'Europe de l'Est
Campagnes d'Afrique, du Moyen-Orient et de Méditerranée
Bataille de l'Atlantique
Guerre du Pacifique
Guerre sino-japonaise
La bataille de Dompaire est une bataille de blindés qui a eu lieu les 12, 13 et 14 septembre 1944 entre les armées française et allemande près de la commune de Dompaire dans les Vosges, en France. Cette bataille s'inscrit dans le cadre de la campagne de Lorraine du front occidental lors de la Seconde Guerre mondiale.
La bataille voit la mise en place à la hâte par la Wehrmacht, d'une nouvelle brigade blindée allemande destinée à contrer l'avancée alliée après l'effondrement du front à la suite de la bataille de Normandie. Les armées françaises s'articulent principalement autour de la 2e division blindée sous les ordres du général Leclerc.
La 112 Panzer Brigade, inexpérimentée, subit une série d'embuscades tendues par des unités blindées françaises avec le soutien aérien américain. Les équipages de chars français et les chasseurs-bombardiers américains combinés détruisent une grande partie de la brigade allemande avec peu de victimes. Les Allemands sont contraints de se replier, ce qui retarde la contre-offensive prévue en Lorraine.

## Contexte
La 2e division blindée du général Leclerc entre au combat lors des dernières étapes de la bataille de Normandie où elle inflige de lourdes pertes à la 9e Panzerdivision à Alençon. Après l'évasion de la mi-août, la division se dirige vers Paris et, le 24 août, après des affrontements sporadiques à la périphérie de la capitale contre l'arrière-garde allemande, parvient à libérer la capitale. Après un bref séjour sur place, le général Charles de Gaulle l'affecte ensuite à la nouvelle 1re armée française en formation en Provence sous le commandement du général Jean de Lattre de Tassigny. À cette époque, la division possède la plus grande expérience de toutes les unités françaises, entièrement approvisionnée par les États-Unis : chars, armes, fournitures, uniformes et équipements. Elle est composée d'anciens combattants sous les armes depuis plus de trois ans, issus principalement des troupes stationnées dans les colonies africaines.

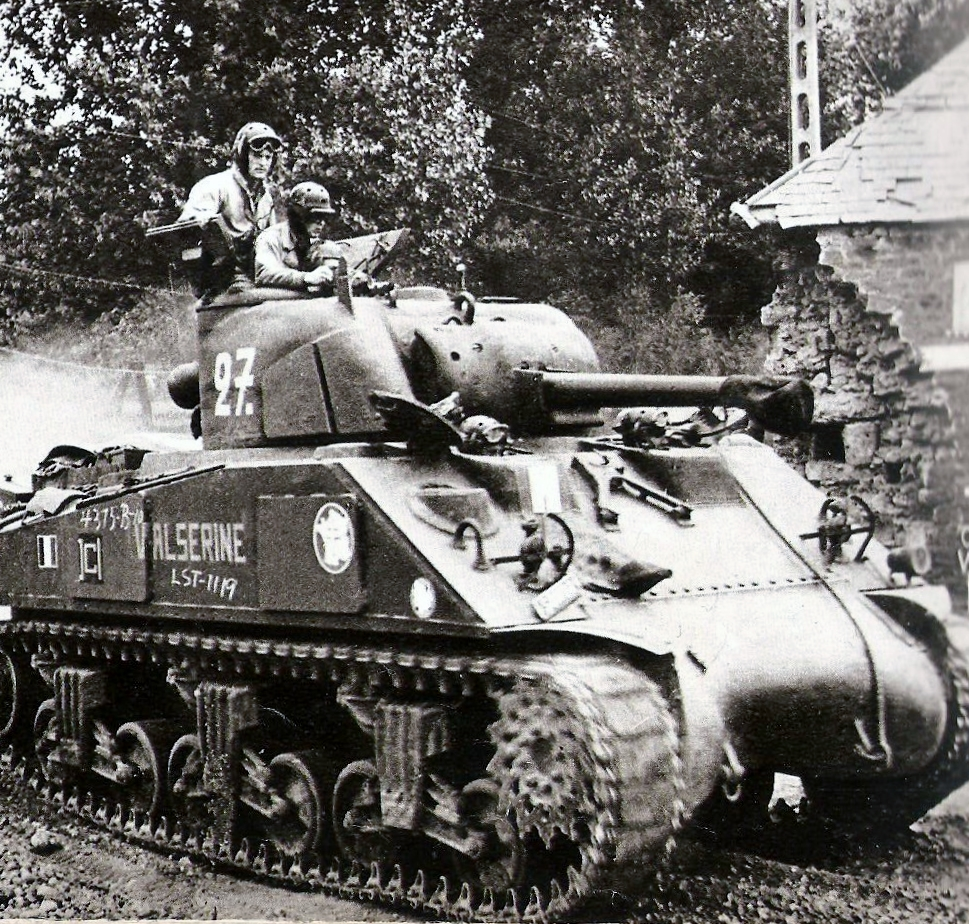
Char M4 Sherman de la 2e Division blindée lors de la fermeture de la poche de Falaise en Normandie en août 1944.

Leclerc réussi à convaincre le SHAEF de conserver sa division au sein de l'armée américaine, principalement pour des raisons politiques. Sa division est ensuite envoyée en Lorraine dans le cadre du XVe corps américain du général Wade H. Haislip. La 3e armée américaine du général George Patton a précédemment remporté des succès significatifs au cours de la première semaine de septembre, en s'emparant d'importantes têtes de pont sur la Moselle au nord et au sud de Nancy. Néanmoins, l'avancée alliée commence à ralentir à mesure que les réapprovisionnements (en particulier de carburants) se font rares  et à mesure que les défenses allemandes se raidissent. L'avancée inattendue franco-américaine vers la Moselle met en difficulté le haut commandement allemand ; Hitler et l'OB West tentent de rassembler une force mécanisée substantielle pour lancer une contre-attaque dans la région Lorraine. L'armée de Patton commence à souffrir d'une grave pénurie de ravitaillement, notamment de carburant, en partie due à la décision d'Eisenhower de donner la priorité aux approvisionnements au 21e groupe d'armées du maréchal Montgomery pour l'opération Market Garden.
Le 8 septembre 1944, la 106e Panzer-brigade tente une contre-attaque entre Mairy et Briey pour bloquer l'avancée du XXe Corps américain du général Walker vers la Moselle, mais est repoussée avec de lourdes pertes. Deux jours plus tard, la 2e Division blindée se divise en trois Groupements tactiques – le premier, le « Groupement Langlade » dirigé par le colonel Paul de Langlade, mène l'avancée française vers Épinal. Plus au nord, les deux autres groupements tactiques, le « Groupement Dio » et le « Groupement Billotte », soutiennent respectivement la 44e division d'infanterie américaine et la 79e division d'infanterie américaine. Le « Groupement Langlade » se compose d'un bataillon d'infanterie mécanisée, le Régiment de marche du Tchad (en half-tracks M3 ) et de deux bataillons de chars – le 12e régiment de chasseurs d'Afrique et le 501e Régiment de chars de combat. Ceux-ci sont également divisés en trois groupes, nommés d'après leurs commandants, Jacques Massu, Joseph Putz et Pierre Minjonnet. Chacun d'entre eux est composé de quelques compagnies d'infanterie montées sur des semi-chenillés M3, de 16 Sherman M4 et de trois ou quatre chasseurs de chars M10 Wolverine.
Le « Groupement Langlade » sonde les défenses allemandes vers Vittel puis s'empare de la ville le 11 septembre et fait de nombreux prisonniers. À peu près au même moment, les Allemands commandés par les généraux Johannes Blaskowitz et Hasso von Manteuffel déplacent leurs forces blindées pour tenter de bloquer l'avancée alliée ignorant en cela l'ordre d'Hitler. Il est ordonné à la 112e brigade blindée du colonel Horst von Usedom de la 12e division blindée de se diviser en deux groupes et de reprendre Vittel. Dans la soirée du 12, depuis sa base d’Épinal, le 1er bataillon Panzer-Regiment 29 composé d'environ 45 chars Panther entre dans Dompaire à l'ouest d’Épinal. Le Panzer Battalion 2112 quant à lui, composé de 45 chars Panzer IV, avance vers l'ouest en direction de la ville de Darney.
Leclerc installe son poste de commandement à l'est de Vittel libérée. Le « Groupement Langlade » continue vers l'est et se dirige cette nuit-là juste en avant de Dompaire et Damas-et-Bettegney (environ à trois kilomètres au sud-est de Dompaire). Là, les civils français mettent en garde contre une avancée allemande vers la zone. Pendant ce temps, les Allemands se déplacent vers l'ouest mais ne réussissent pas à effectuer une reconnaissance. L'autre groupe de la 2e Blindée se trouvent au nord et au sud, où l'unité de reconnaissance du lieutenant-colonel Nicolas Roumiantsoff couvre le flanc droit.
La brigade blindée allemande est armée de puissants chars, mais manque d'expérience. Les équipages des Panzers sont constitués de recrues très enthousiastes, mais très jeunes. Par rapport aux forces alliées, les Allemands ne disposent que de peu de soutien aérien et d'unités d'artillerie adéquates.

## Bataille
Langlade a l'intention d'envoyer le « Groupe Massu » commandé par le lieutenant-colonel Jacques Massu attaquer les Allemands concentrés à Dompaire qui se trouve dans une vallée étroite. Le « Groupe Minjonnet », dirigé par le lieutenant-colonel Pierre Minjonnet, doit frapper à droite de Ville-sur-Illon à Damas où se tient la route principale entre Dompaire et Épinal. Ils occuperaient également les collines en partie boisées, autour de Dompaire en positions dominantes, Langlade pourrait utiliser son artillerie contre des cibles plus en aval.

### Dompaire
Dans la soirée du 12 septembre, les chars allemands atteignent Dompaire. Von Usedom envoie le bataillon de chars Panther se déplacer sur et autour des positions entre la ville et Madonne-et-Lamerey où, sans le savoir, ils deviennent exposés par l'ouest. Von Usedom ne dispose que de six canons antichar et cinq obusiers. Beaucoup plus au sud-est, le bataillon de Panzer IV demeure à l'intérieur de Darney ; les équipages des chars doivent s'abriter de la pluie qui tombe durant la nuit. Les deux bataillons ne peuvent être en contact l’un avec l’autre, Von Usedom espère que ces conditions météorologiques immobilisent aussi l'aviation alliée.
Les Français prennent position sans aucune difficulté pour surprendre les Allemands. Le « Groupe Massu » s'avance vers les collines au sud et au sud-ouest de Dompaire pour prendre le contrôle de la ville. Les équipages de 40 Sherman et sept M10 profitent des heures d'obscurité pour faire le plein et se réarmer. Dans l'obscurité, à la périphérie sud-ouest, un groupe de reconnaissance français du 4e escadron de chars dirigé par le lieutenant Jean Bailaud entre pour la première fois en contact avec les Allemands. Au cours d'un bref engagement, le Panther de commandement est mis hors service avec deux canons antichar. Au cours de ce contact, un Sherman est cependant détruit et un autre endommagé. Les Français se retirent, ce qui permet aux Allemands de continuer leur progression vers le sud-ouest de Dompaire. Les deux camps échangent des coups de feu à la tombée de la nuit, tandis que l'artillerie française tire sur toutes les entrées du village pour bloquer tout mouvement. Au même moment, Langlade reçoit l'assurance d'un soutien aérien allié.
Pendant ce temps, le « Groupe Minjonnet » à Ville-sur-Illon lance une reconnaissance en force vers Damas-et-Bettegney. Un contingent du Régiment Blindé de Fusiliers-Marins de la Marine nationale dirigés par le lieutenant Durville à bord de trois chasseurs de chars Siroco, Mistral et Simoun, s'avance vers le village dépourvu de résistance. À son approche, il fait face à un groupe de chars Panther. Dans l'échange de tirs, deux Panzers sont touchés et neutralisés, ce qui oblige les Allemands à battre en retraite, tandis que les Français perdent deux jeeps et un semi-chenillé. Les Français se replient ensuite sur Ville-sur-Illon et placent des batteries d'artillerie le long des collines en partie boisées au sud de Dompaire.
Le lendemain matin, l'infanterie française, appuyée par cinq Sherman, force les Allemands à quitter le village de Lavieville. Les troupes se dirigent ensuite vers Dompaire, les Français encerclent presque la ville. Pendant ce temps, les chars Panther avancent au sud de Madonne-et-Lamerey sur un terrain vallonné et boisé vers la périphérie est de la ville. Les Français déploient des chasseurs de chars M10 du Régiment blindé de Fusiliers-Marins sur les pentes en embuscade. Les deux chasseurs de chars Orage et Tempête repèrent bientôt et frappent trois Panthers à 900 mètres, stoppant immédiatement l'avancée allemande. Par ailleurs, les obusiers français de 105 mm du Groupe Minjonnet commencent à bombarder les Allemands, puis le groupe attaque Damas, qui tombe en moins de deux heures. L'avancée se poursuit jusqu'au hameau des Maisons rouges, entrainant la capture de cinquante Allemands et l'abandon du lieu. La route principale entre Dompaire et Épinal est donc coupée par les Français.

### Soutien aérien américain

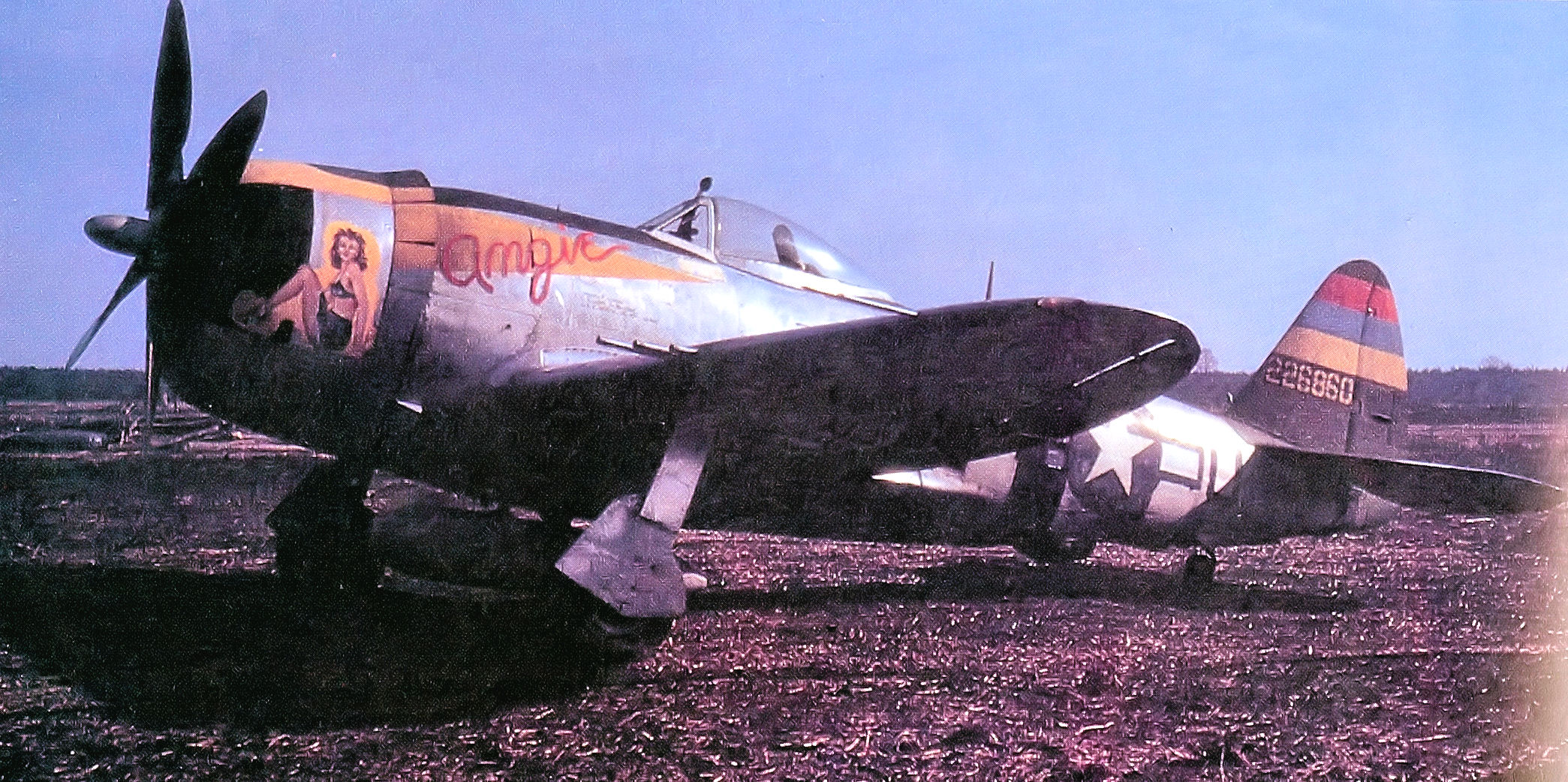
P-47 Thunderbolt du 406th Fighter-Bomber Group

Le char de communication US Tactical Air Liaison (TALO) commandé par  le Colonel Tower, officier américain affecté au « Groupement Langlade » doit organiser avec Massu la coordination du soutien aérien des Hawker Typhoons de la RAF, mais ceux-ci sont affectés à une autre mission. Au lieu de cela, il va coordonner les attaques des chasseurs-bombardiers P-47 Thunderbolt du 406th Fighter-Bomber Group du XIX Tactical Air Command.  Huit P-47D attaquent les Panzers à Madonne-et-Lamerey à l'aide de roquettes, bombes et tirs de mitrailleuses, donnant des résultats dévastateurs. Selon les Français, l'attaque désorganise la colonne allemande et au moins huit chars sont gravement endommagés, détruits ou abandonnés. La ville elle aussi est gravement atteinte.
Les groupes mécanisés français tentent d'encercler les Allemands à l'intérieur de Dompaire en occupant les voies principales. Une colonne de chars M4 Sherman s'avance de Lavieville jusqu'à la périphérie ouest de Dompaire. D'autres véhicules blindés et un peloton de M10 gravissent les collines en direction de Bouzemont derrière les Allemands. Les chasseurs de chars de Durville détruisent deux autres Panther, tandis que le reste du « Groupe Minjonnet » bloque la route d’Épinal.
Le 13 septembre à 11 heures, les chasseurs-bombardiers P-47 lancent la deuxième des quatre sorties aériennes majeures. Les Français utilisent des fusées éclairantes pour identifier les cibles et, malgré quelques difficultés à les distinguer des véhicules blindés français aux abords de Dompaire, les attaques désorganisent encore davantage les forces allemandes qui finissent par paniquer. De nombreux jeunes tankistes allemands s'enfuient en abandonnant leurs véhicules.

### Ville-sur-Illon
La situation du bataillon Panther est désormais critique. Le bataillon de chars Panzer IV, ainsi que les Panzer Grenadiers stationnés à Darney, sont appelés à l'aide, faisant route au sud vers Dompaire. 
À mesure qu'ils avancent, les Allemands mettent bientôt les Français en difficulté ; le « Groupe Minjonnet » risque d'être attaqué de deux côtés, et de plus le poste de commandement du colonel Langlade se trouve dans le village de Ville-sur-Illon, sur les hauteurs au sud de la ville, sur le passage des Allemands. Un bombardement allemand frappe le quartier général de Langlade provoquant une certaine confusion. Les Français repèrent les Allemands vers 13h30, mais les Panzer Grenadiers décident de piller un dépôt de ravitaillement rencontré le long de la route, perdant ainsi le contact avec les chars. Langlade réagit rapidement et organise un barrage d'artillerie improvisé le long de la route principale assisté d'un petit nombre de Sherman M4 du 12e Régiment Chasseurs d'Afrique, de chasseurs de chars M10 et de canons antichar. Les chars de tête Panzer IV se heurtent à un barrage de tirs, d'abord de mitrailleuses, puis d'obus perforants et subissent des pertes, les Sherman tirent sur les chenilles des blindés pour les immobiliser, puis tirent sur les flancs moins protégés. Deux chars allemands sont détruits à bout portant et trois autres sont immobilisés dans une embuscade tendue par des M10. Pendant ce temps, l'infanterie allemande arrive sur le terrain mais reste immobilisée par les tirs de mitrailleuses depuis deux jeeps françaises. Langlade décide d'évacuer son poste de commandement d'abord vers Gelvécourt avant de rejoindre le gros du « Groupe Minjonnet » déployé près de Dompaire. Leclerc reçoit des nouvelles de la bataille en cours et se montre inquiet. Néanmoins, le « Groupement Billotte » dirigé par le vétéran blindé Pierre Billotte (en 1940, lors de la bataille Stonne, il dirigeait les chars lourds Char B1 qui détruisirent 13 Panzers) est amené du nord en soutien ; il est d'accord avec Langlade et Massu pour ne pas se replier et continuer à engager les Allemands.

### Retraite allemande
Pendant ce temps, le bataillon de chars Panther bloqué à Dompaire subit deux autres attaques aériennes de P-47 dans l'après-midi, ce qui lui inflige de nouveaux dégâts. Les Panzers allemands avec de petits groupes de chars au sud et à l'est effectuent une série d'attaques faibles pour tenter de percer le cercle établi par les Français sur les hauteurs. Ces tentatives s'avèrent coûteuses : les chars allemands sont surpris et touchés sur les flancs à bout portant par les blindés français du « Groupe Massu » et du « Groupe Minjonnet » qui avaient soigneusement pris position sur les pentes des collines et se cachaient parmi les pins et les pommiers.
À la fin de la journée, la brigade allemande a perdu la plupart de ses blindés : le bataillon de chars Panther bloqué à Dompaire n'a plus que quatre chars disponibles, tandis que le bataillon Panzer IV qui a attaqué Ville-sur-Illon a perdu la plupart des siens. Les Panzergrenadiers qui l'accompagnaient ont été repoussés. Le groupe agit avec seulement 17 chars.
Les survivants allemands abandonnent Dompaire et fuient par le nord. Massu entre alors dans Dompaire, fortement endommagé lors des combats. Les Français retrouvent les restes de 33 chars allemands : 13 ont été touchés par des véhicules blindés, 16 ont été neutralisés par des attaques aériennes, et 4 ont été abandonnés intacts. Langlade, désormais renforcé par le « Groupe Putz », reprend Ville-sur-Illon, déserte, plus tard dans la soirée.

### La contre-attaque de Von Luck
Le commandement allemand organise une colonne de secours pour la brigade blindée de von Usedom à Dompaire. Le 14 septembre, le colonel Hans von Luck tente d'avancer vers l'ouest depuis Hennecourt avec un Kampfgruppe composé de chars et de panzer-grenadiers de la 21e Panzerdivision. Le « Groupe Minjonnet » a également été renforcé par le « Groupe Putz » au nord de Ville-sur-Illon. À Hennecourt, les Allemands sont rapidement bloqués par l'artillerie de campagne alliée. La compagnie Panzer IV frappe vers Damas, mais perd coup sur coup cinq chars et est contrainte de se retirer. Une autre attaque vers les Maisons rouges est également repoussée. Après ces échecs, le commandement allemand décide d'abandonner toute nouvelle attaque : le Kampfgruppe se replie avec les survivants de la 112e brigade blindée vers Épinal. Von Luck a l'intention à ce moment de conserver ses forces pour la contre-offensive en Lorraine ordonnée par Hitler.

## Conséquences

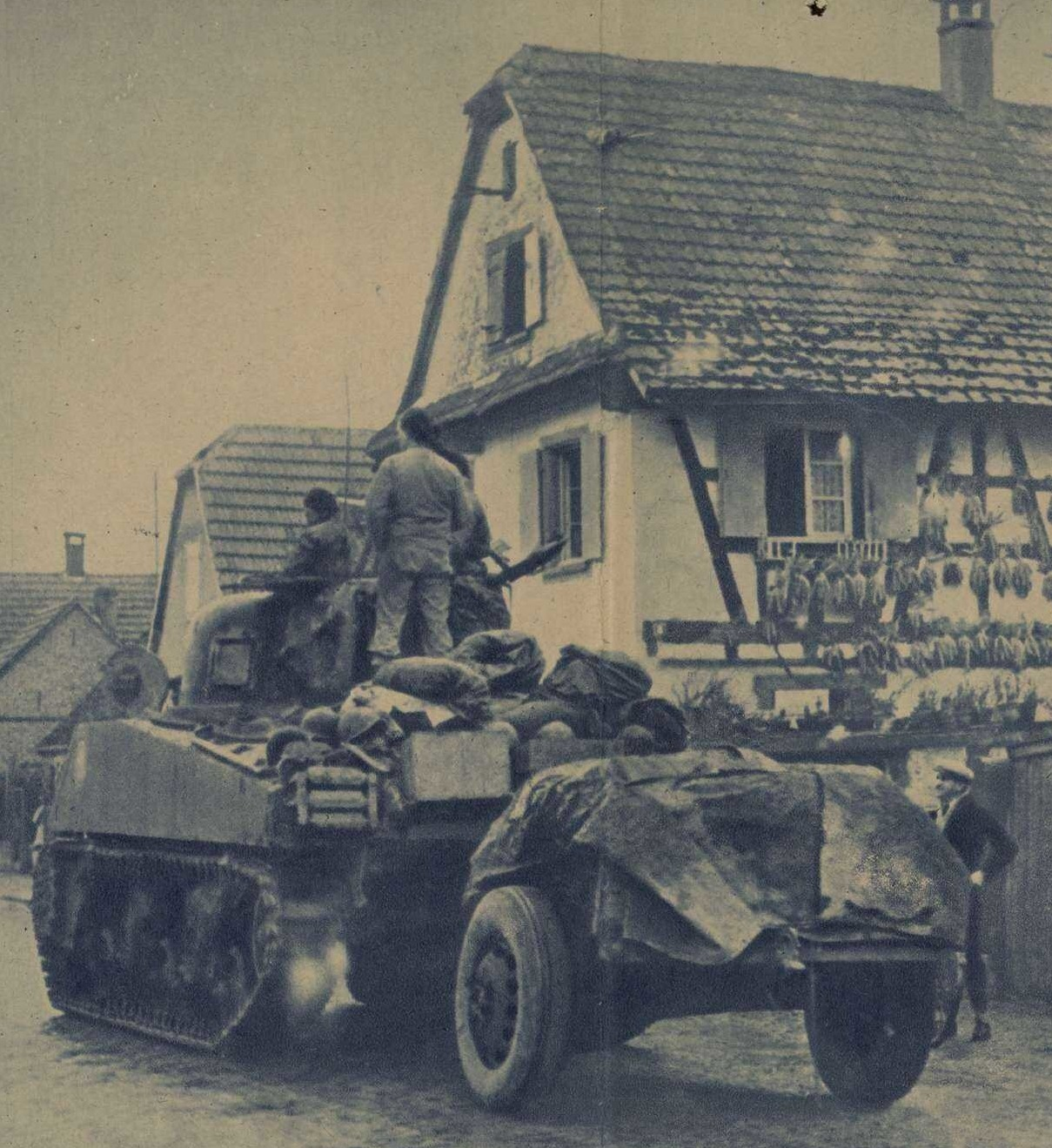
Char Sherman de la 2e DB à Blaesheim dans le Bas-Rhin, lors de la libération de l'Alsace en novembre 1944

Les Français consolident leur position et examinent les destructions. À leur grande surprise, ils trouvent un certain nombre de chars intacts abandonnés, dont deux Panthers. Ils découvrent que leur production est très récente : sortis de l'usine MAN de Nuremberg fin juillet ils ont été livrés le 15 août. Un Panther « AusF 332 » capturé intact dans la rue principale de Dompaire sera exposé devant l'Hôtel National des Invalides à Paris.
Pour les Allemands, Dompaire a vu la quasi-destruction d'une précieuse brigade Panzer. Au terme des deux jours de combats, la 112e Panzer brigade passe de 96 chars opérationnels à 21 véhicules blindés capables de combattre. Le haut commandement allemand reconnait la perte de 34 Panthers, 26 Panzer IV et plusieurs canons ainsi que plus de 350 morts et 1 000 blessés. Le groupe d'armées G fait état dans son rapport quotidien du 13 septembre de « pertes incroyablement élevées ». Les pertes de chars rapportées au nombre de jours sont les plus lourdes des combats sur le front occidental. La 112e Panzer Brigade ne se rétablit pas et est absorbée par la 12e Panzer Division.
Au SHAEF, l’attaque allemande a montré que, pour la première fois depuis le jour J, les opérations de retrait allemandes étaient renforcées par des unités nouvelles et inconnues. Pour la 2e DB, la victoire à Dompaire est une victoire militaire et renforce aussi le moral. Une brigade blindée allemande équipée de Panzers de dernière génération a été pratiquement détruite. La capacité tactique de ses commandants ainsi que l'expérience et la combativité de ses hommes est reconnue. Des médailles "Silver Star" sont décernées à Langlade et à six autres soldats français, tandis que 25 autres membres de la division reçoivent la Bronze Star. Les pertes françaises demeurent faibles ; cinq chars moyens M4 Sherman, deux chars légers M5, deux Jeeps, deux half-tracks et 44 morts. La contribution du soutien aérien fourni par les chasseurs-bombardiers américains fut également décisive, en détruisant ou en causant l'abandon d'un nombre important de divers véhicules allemands pour la perte d'un seul P-47. Haislip a déclaré qu'il s'agissait d'un « brillant exemple » de coopération aéroterrestre efficace.
D'un point de vue opérationnel, la défaite allemande et la retraite qui suivent ont également des conséquences stratégiques importantes : le XVe corps d'armée de Haislip peut atteindre la Moselle le 17 septembre. En conséquence, une division d'infanterie allemande est encerclée par des colonnes françaises et américaines, tandis que les restes du LXIVe corps d'armée allemand est contraint de se retirer. Deux jours plus tard, Haislip et ses forces traversent la Moselle et avancent au sud de Lunéville, s'alignant sur les deux autres corps américains de la 3e armée de Patton qui est déjà à l'est du fleuve. Malgré la défaite de Dompaire, Hitler ne modifie pas ses plans et ordonne à Blaskowitz et von Manteuffel de contre-attaquer au nord de Lunéville où stationne Patton. Du 19 au 22 septembre, un nouvel affrontement blindé a lieu lors de la bataille d'Arracourt qui se termine par une nouvelle défaite allemande, cette fois contre les unités blindées américaines. La 2e division blindée poursuit son combat avec le XXIe corps américain jusqu'à Berchtesgaden, dans le sud-est de l'Allemagne.

### Héritage
Le Panther (Panzerkampfwagen V Ausführung G) « AUS F 332 » est récupéré et placé à l'extérieur des Invalides jusqu'à sa restauration dans les années 1970. Il demeure aujourd'hui au Musée des Blindés de Saumur.

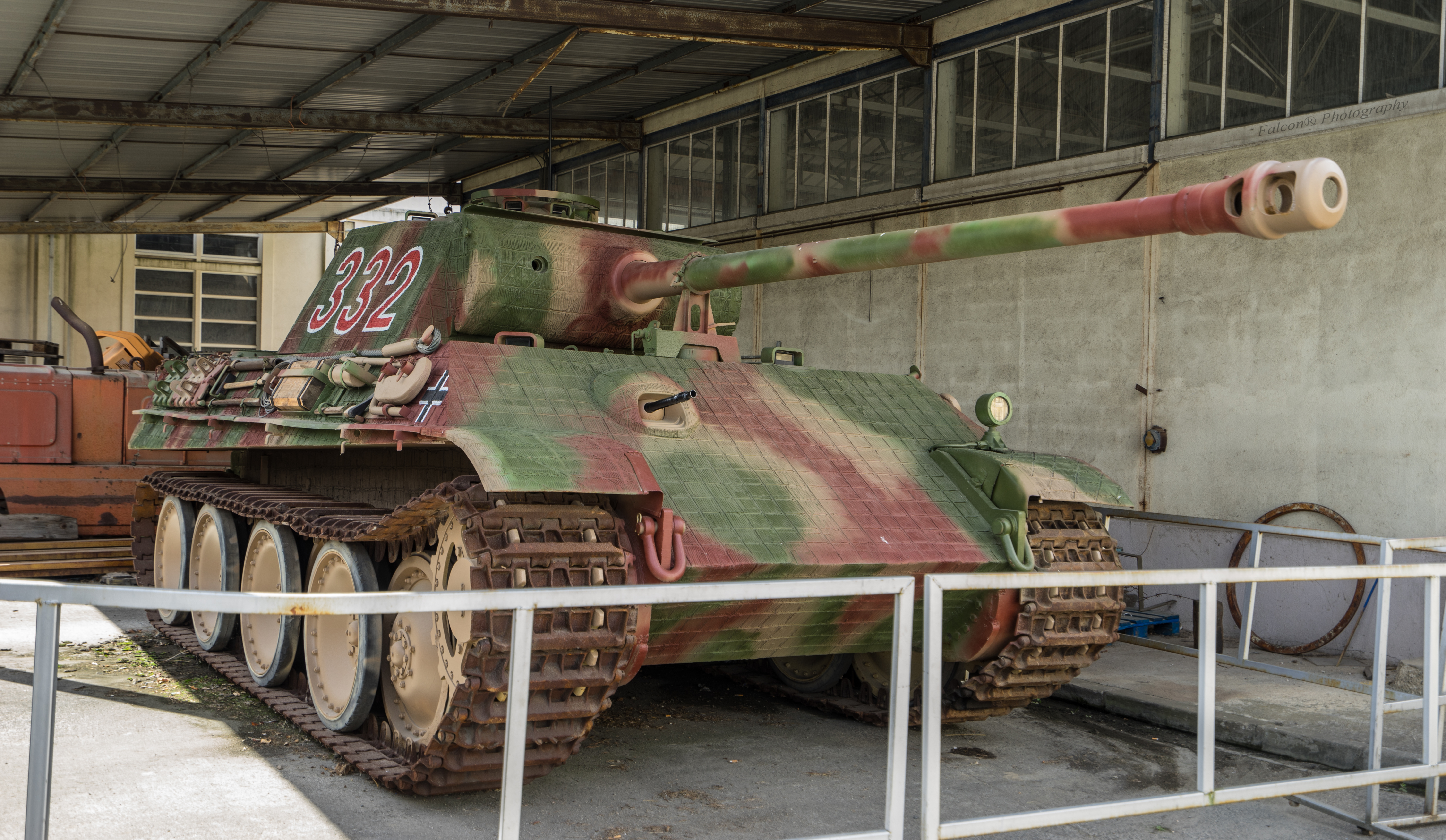
Le char Panther AUS F 332 capturé à Dompaire par les Français, aujourd'hui exposé au Musée des Blindés de Saumur
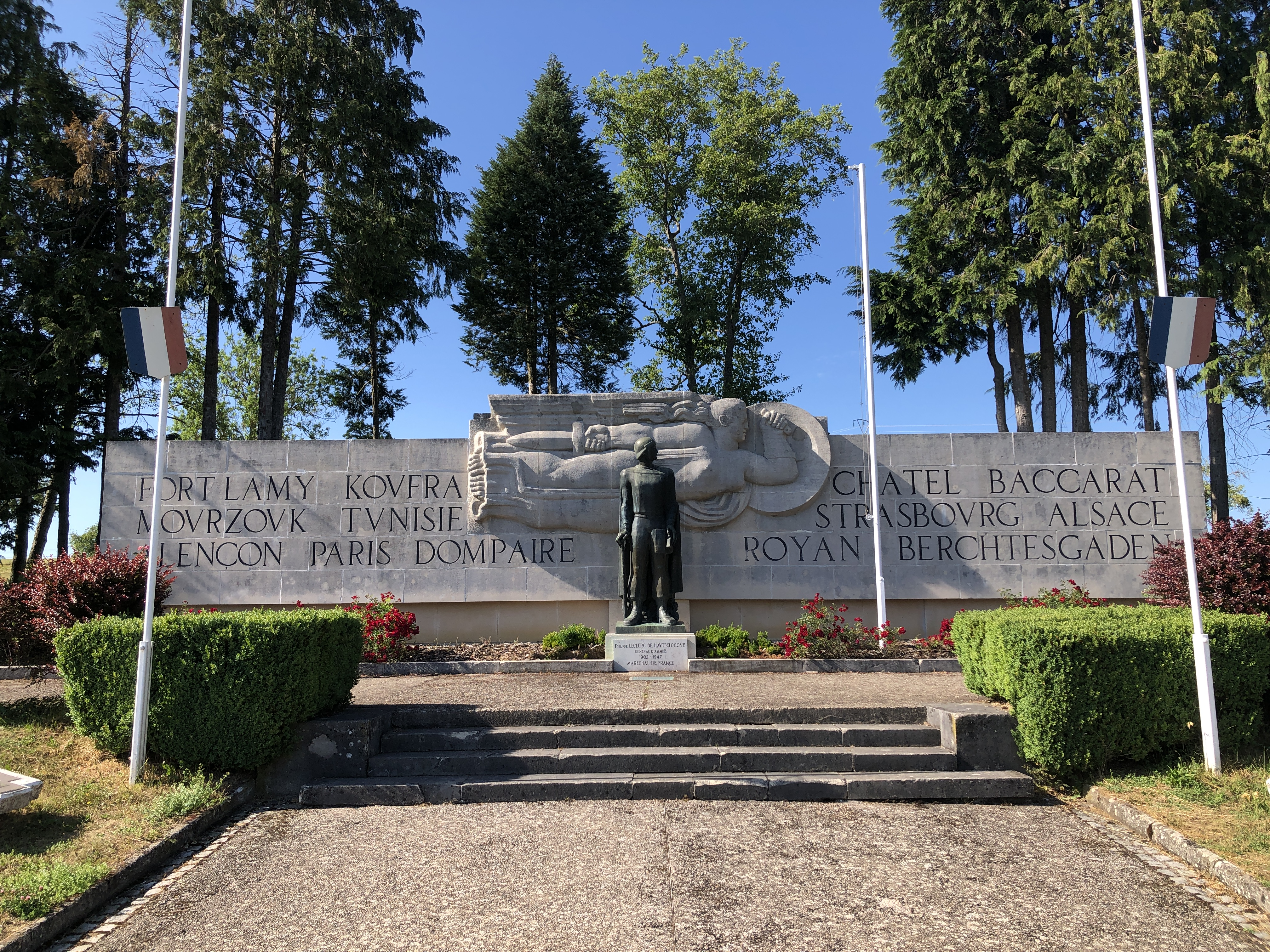
Monument à la bataille de Madonne-et-Lamerey
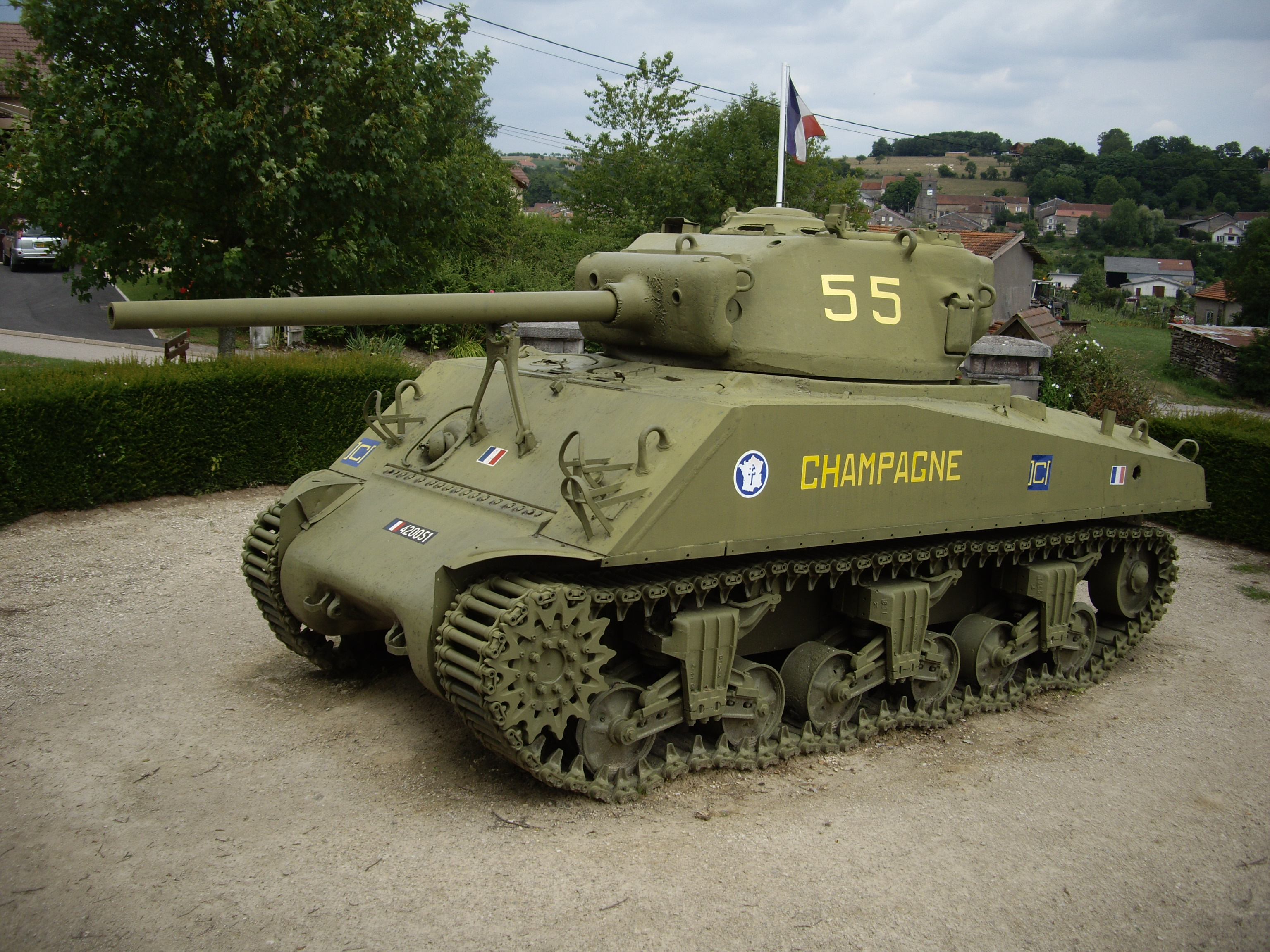
Char Sherman « Champagne », conservé à Ville-sur-Illon, près de Dompaire. Il a été détruit pendant la bataille (On remarque le trou de perforation à droite)

Pour commémorer cette victoire, la Marine nationale française a donné le nom de Dompaire à un dragueur de mines (M616) reconverti en chasseur de mines. Par ailleurs les chars Corse et Champagne sont respectivement exposés à Lamerey et à Ville-sur-Illon.

Le char d'assaut Corse de type Sherman M4 exposé au Monument commémoratif de Lamerey
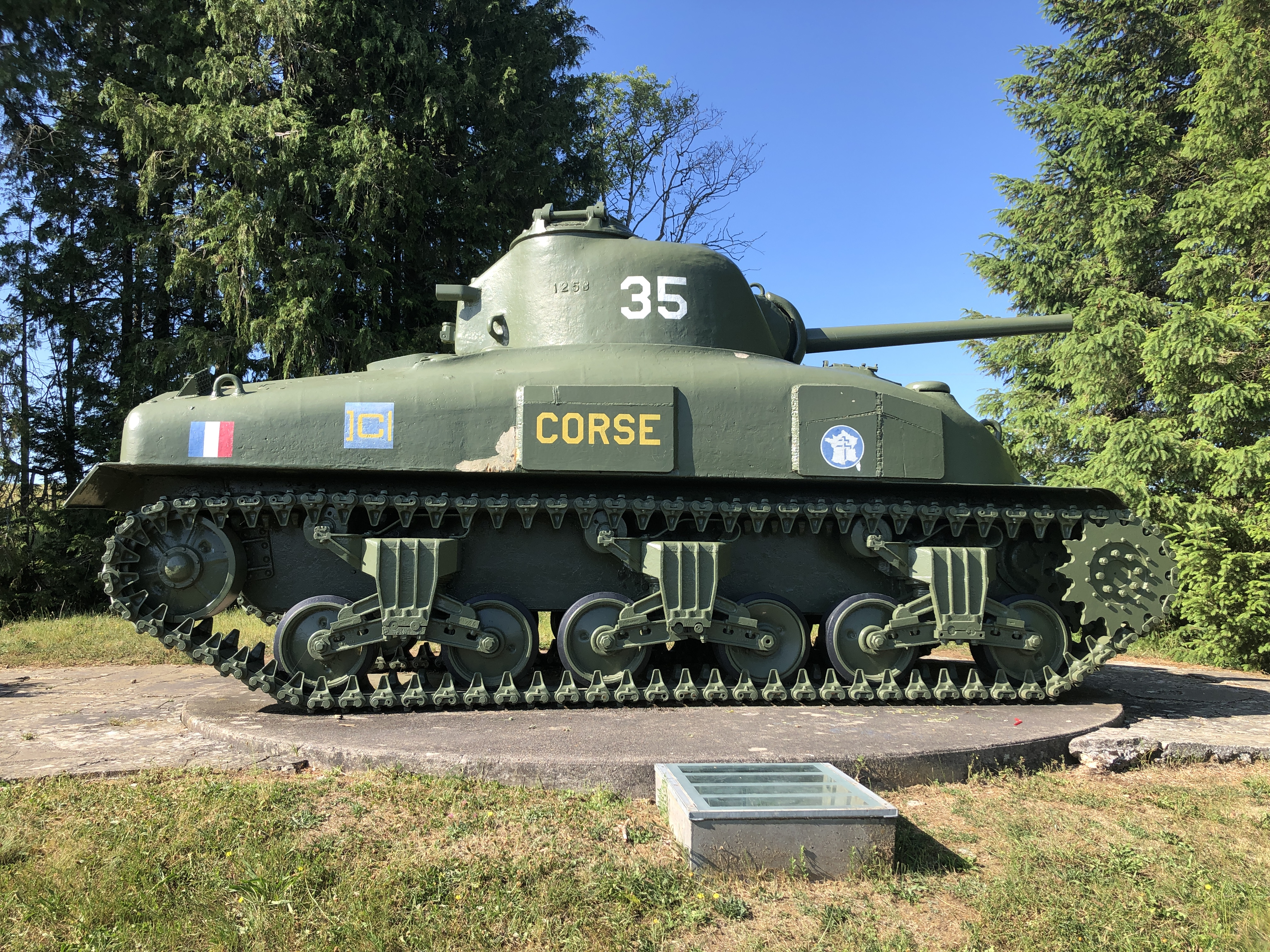
Le char Corse.
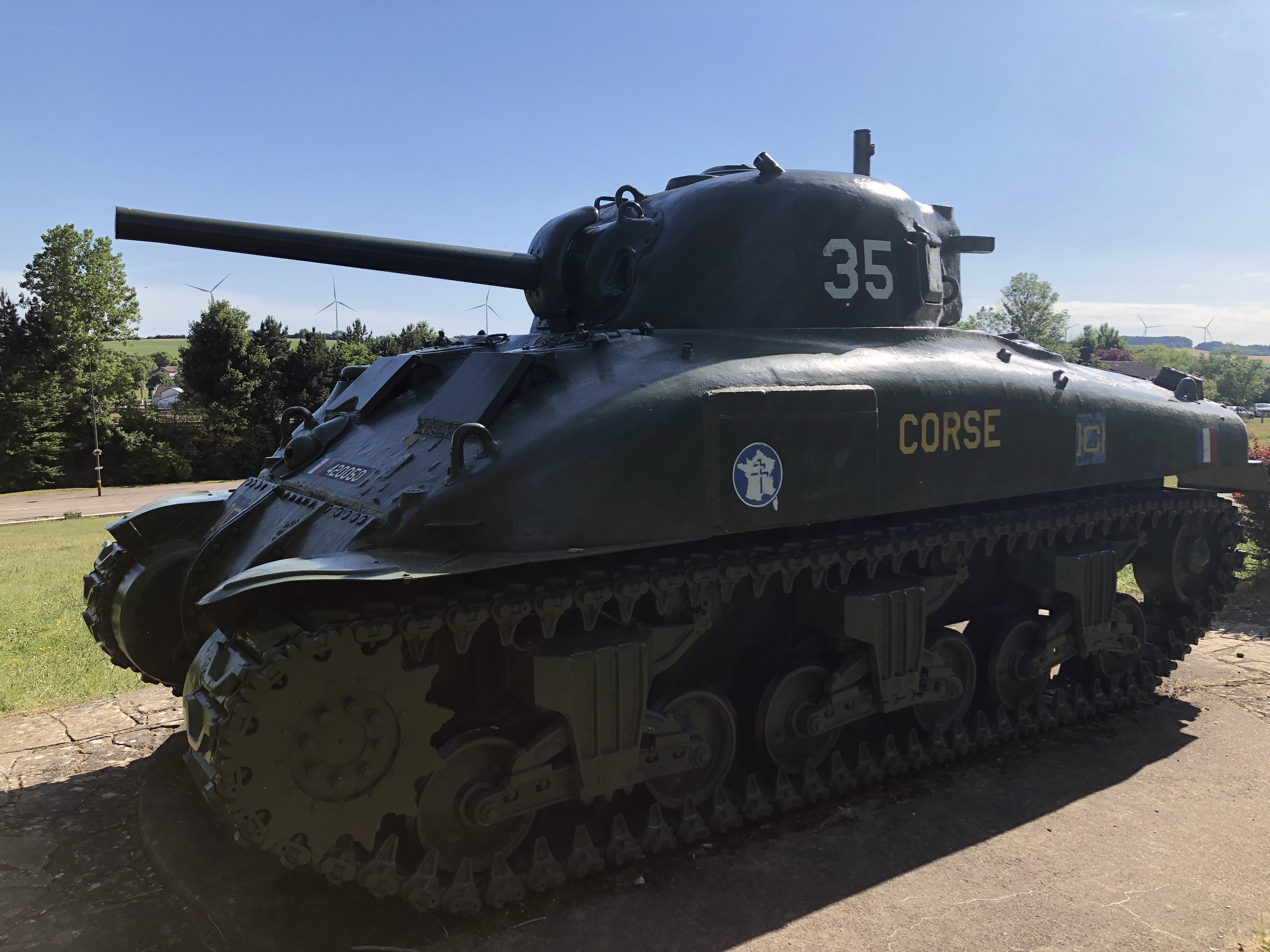
Le char Corse.